# Mercerezés

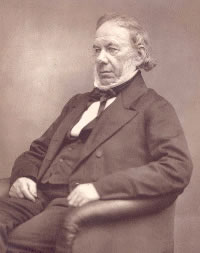
John Mercer (1791-1866)

A feltalálóról, John Mercerről(en) elnevezett mercerezés a pamutfonal vagy -kelme kifeszített állapotban történő lúgozása.

## Történet
Mercer 1844-ben felismerte, hogy a pamutszövet lúg hatására zsugorodik, megvastagszik, szilárdsága és színezékfelvétele megnő. A pamut lúgos kezelésének ilyen célból történő eljárását 1850-ben szabadalmaztatta. (Ezen alapul a pamutszövetek manapság is alkalmazott feszítésmentes lúgozása.) Azt azonban, hogy ha a lúgozást a textília erős megfeszítése mellett végzik, a pamut jelentős mértékben kifényesedik, színezéskor színei erőteljesebbek lesznek, csak 1889-ben Horace Arthur Lowe fedezte fel és szabadalmaztatta. Az ipari alkalmazást először Thomas és Prevost vezette be egy németországi gyárban és azóta terjedt el széles körben a textiliparban. Mercerezésen ma a feszített állapotú lúgozást értjük.

## A mercerezés elve és hatása
A lúgos kezelés közben alkalmazott erős feszítés hatására az eredetileg csavart pamutszálak megduzzadnak, kisimulnak, babszem alakú keresztmetszetük kikerekedik, így fényvisszaverő képességük megnő, aminek következtében a fonal ill. szövet nagyon szép fényes lesz. A szálak erősen (mintegy 25%-kal) zsugorodnak, ezért a termék a későbbi mosások során már nem „megy össze”, mérettartó lesz. A szálat alkotó cellulózláncok nagyobb fokú rendeződése folytán a szál szilárdsága megnő. A mercerezett pamut nedvességfelvevő képessége és színezékfelvétele is javul. A mecerezés hatása tartós.

## A mercerezési eljárás
A szokványos mercerezési eljárás a következő részfolyamatokból áll:
1. A pamuttextília lúggal történő telítése. A mercerezéshez tömény (27–30 °Bé), hideg (20–25 °C) nátronlúg (NaOH) oldatot használnak, a telítés 30–60 s ideig tart.
2. Mosás erősen feszített állapotban.
3. Savazás a lúgmaradványok közömbösítésére.
4. Öblítés.

A szokványos hideg mercerezés mellett létezik egy másik, kevésbé használatos eljárás is, a forró mercerezés, amelyet 60 °C hőmérsékletű nátronlúggal végeznek. Ennek előnye, hogy a forró oldat viszkozitása kisebb, mint a hideg oldaté, a telítés sokkal egyenletesebb, a folyamat ideje rövidebb (20–30 s), kevesebb vízre van szükség, viszont a pamut kevésbé duzzad, emiatt a termék nem lesz olyan szép fényes, az eljárás nagyobb energiafogyasztású és költségesebb, mint a hideg mercerezésé.
Újabb fejlesztés a folyékony ammóniával (NH3) történő mercerezés (Prograde eljárás), aminek előnye, hogy a technológiai idő sokkal rövidebb, a folyamatos eljáráshoz használt gépi berendezés kisebb, nem vízigényes, hatása nagyon egyenletes, az eljárás kevésbé környezetszennyező módszer, mint a lúgos mercerezés, és az ammónia csaknem teljes egészében visszanyerhető. Az ammóniás mercerezés juta- és lenfonalak kezelésére is alkalmas, hasonló eredménnyel, mint a pamutnál.

### Fonalak mercerezése

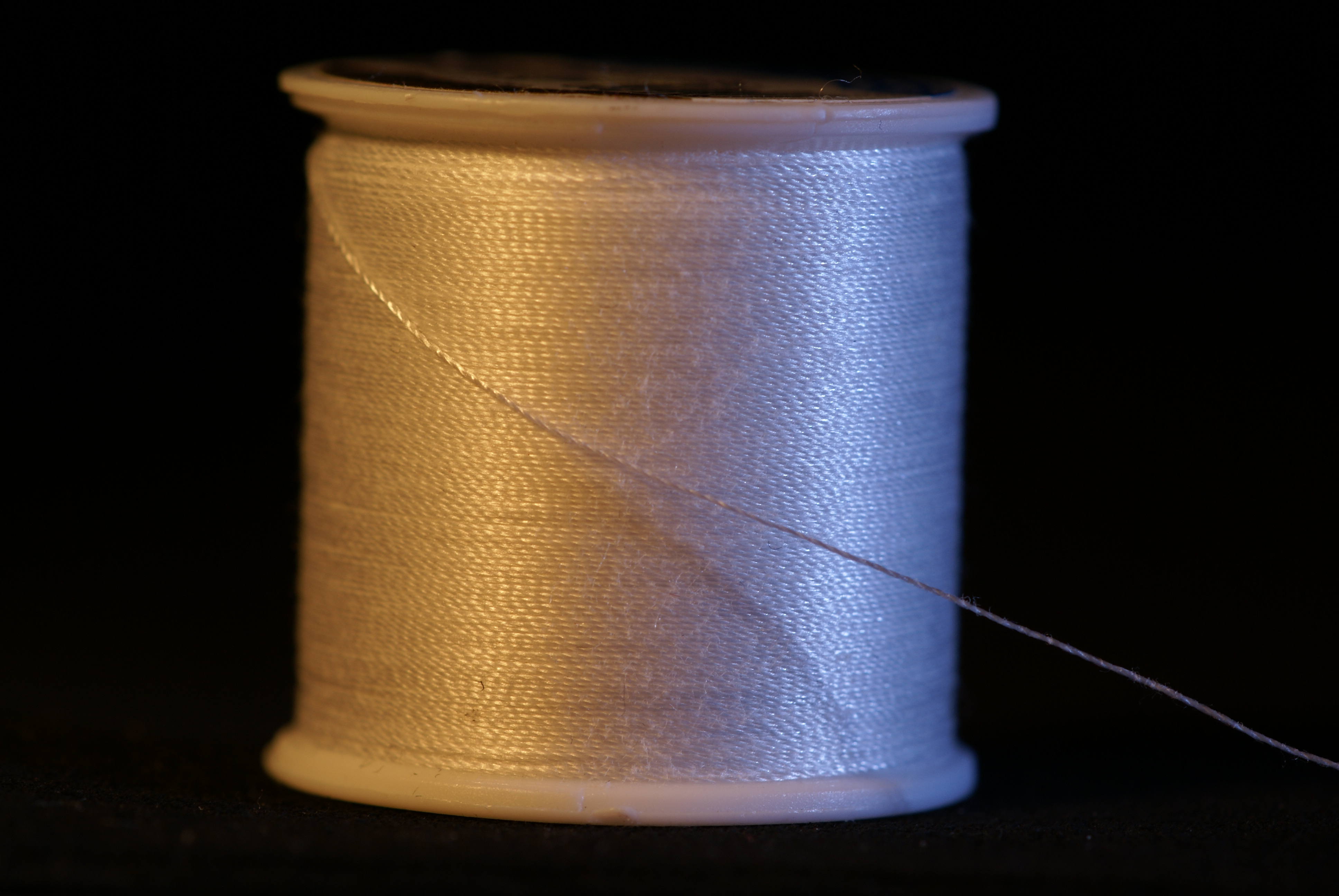
Mercerezett pamutcérna (jellegzetessége a szép fénye)

A fonalakat matring formájában, vagy újabban futó fonalon folyamatos eljárásban mercerezik.
- Matringban történő mercerezés esetén a matringokat két párhuzamos tengelyű hengeren vetik át. A hengerek távolsága állítható, hogy a matringot meg lehessen feszíteni. Az egyik hengerhez facsaróhengert szorítanak. A matringok felhelyezése után a forgó hengereket lúggal teli medencébe merítik és fokozatosan távolítják őket egymástól a feszítés érdekében. Közben még lúgot is permeteznek a matringokra. A kezelési idő leteltével a hengereket kiemelik a medencéből, a facsaró hengerrel kipréselik a fölösleges oldatot és megkezdődik a savazás és  öblítés. Az öblítő folyadék kifacsarása után leveszik a matringokat a hengerpárról.[11][12] Az ily módon mercerezett fonalakat elsősorban a kötőipar használja fel. A flórfonal perzselt és mercerezett fonalak összecérnázásával készül és gyakran alkotja kiváló minőségű pamutzoknik anyagát.[13]

- A folyamatos fonalmercerezést futó fonalon főleg varrócérnák gyártásában alkalmazzák és ehhez a folyékony ammóniás eljárást használják.[8]

### Szövetek mercerezése
A pamutszövetek mercerezését folyamatos eljárásban, feszítőláncos vagy hengeres gépeken végzik. Az előbbi előnye, hogy a láncirányú feszítés mellett igen hatékony vetülékirányú feszítést is lehet elérni, a hengeres gépek ebből a szempontból kevésbé hatékonyak.
- A feszítőláncos mercerező gépsor elején a lúggal történő telítés fuláron[Jegyzet 1] történik. Ezután a hosszában megfeszített szövet két szélét egy-egy futó láncra vezetik, amelyekből tűk állnak ki, ezekre tűzik fel a szövetszéleket. A láncok a gép hossza mentén egyre távolodnak egymástól, ez adja a szélesség irányú feszítést. Miután a szövetet leválasztják a láncokról, savazzák és forró vízzel öblítik. Ezt követi a szárítás.

- A hengeres mercerező gépsoron a speciális elrendezésű csapágyazott, két ilyen egymás melletti hengerre felül ráhelyezett gumibevonatú gördülő cső (nem tengelyezett) palástján vezetett szövetre – már megfeszített állapotban – rápermetezetik a cirkuláltatott, hűtött tömény nátronlúg oldatot. A hossz- és keresztirányú feszítés egyrészt a gördülő gumibevonatú cső tömege, másrészt a duzzadó szövet feszülése valósítja meg az érintőszerű érintkezési felületeken. Ezután a szövetet még feszített állapotban forró, majd hideg víz rápermetezéssel öblítik. A savas semlegesítést szélesmosógép felépítésű kádakban – a kádak közötti kipréseléssel – végzik, ugyanígy hajtják végre a végső öblítést is.

### Kötött kelmék mercerezése
A kötött kelmék folyamatos mercerezése széles állapotban hasonlóképpen történik, mint a szöveteké, akár feszítőláncos, akár hengeres gépeken megoldható. Elterjedtebb azonban a cső alakban történő mercerezés, ami a körkötött kelmék esetében alkalmazható.
- Széles állapotban történő mercerezés esetén gondot okozhat az egyszínoldalas kelmék szélbesodródása, amit a gépbe való bevezetéskor folyamatosan meg kell szüntetni (erre a gépeken megfelelő készülékek vannak). Számolni kell azzal, hogy a kötött kelmék szerkezetéből adódóan a szempálca-sűrűség a feszítés következtében a kelme szélessége mentén eltérően alakul. Feszítőláncos gépeken a kelme szélein nyomot hagynak a tűk, amelyekre a kelme szélét rátűzik. Hengeres mercerezőgépeken a hosszirányú feszítés miatt és ezzel szemben a szélesség irányú feszítés hiánya miatt a kelme veszít szélességéből és a széleken a szempálca-sűrűség megnő.[16][17]

- Körkötött kelmék esetében jobb megoldás a cső alakban történő mercerezés. Az erre szolgáló gépeken a függőleges irányban folyamatosan haladó, hosszában megfeszített cső alakú kelmét belülről tárcsapár lapítja el és feszíti szét szélesség irányban is, és így vezetik át a telítés és az öblítés szakaszán. A telítés a lúg folyamatos permetezésével történik. A mosás szakaszában a kelmét abba az állapotába kell feszíteni, amit végleges méretének szánnak.[18]